# Falsk modulär form
Inom matematiken är en falsk modulär form  den analytiska delen av en harmonisk svag Maassform och en falsk thetafunktion är en falsk modulär form av vikt 1/2. De första exemplen av falska thetafunktioner beskrevs av Srinivasa Ramanujan i hans sista brev till G. H. Hardy, skickat 1920. Sander Zwegers upptäckte 2002 att genom att addera vissa icke-analytiska funktioner till dem förvandlas de till harmoniska svaga Maassformer.  

## Definition
Fixera en vikt k, vanligen med 2k ett heltal. Fixera en delgrupp Γ av SL2(Z) (eller av metaplektiska gruppen om k är ett halvheltal) och en karaktär ρ av Γ. En modulär form f för denna karaktär och gruppen Γ transformerar under elementen av Γ enligt
{\displaystyle f\left({\frac {a\tau +b}{c\tau +d}}\right)=\rho {\begin{pmatrix}a&b\\c&d\end{pmatrix}}(c\tau +d)^{k}f(\tau ).}
En svag Maassform av vikt k är en kontinuerlig funktion i övre halvplanet som transformerar likt en modulär form av vikt 2 − k och är en egenfunktion av Laplaceoperatorn av vikt k och kallas harmonisk om dess egenvärde är (1 − k/2)k/2. Detta är egenvärdet av analytiska modulära former av vikt k, så dessa är alla exempel harmoniska svaga Maassformer. (En Maassform är en svag Maassform som minskar snabbt vid spetsarna.) Så en harmonisk svag Maassform annihileras av differentialoperatorn  
{\displaystyle {\frac {\partial }{\partial \tau }}y^{k}{\frac {\partial }{\partial {\overline {\tau }}}}.}
Om F är en godtycklig harmonisk svag Maassform är funktionen g med definitionen
{\displaystyle g=y^{k}{\frac {\partial {\overline {F}}}{\partial \tau }}=\sum _{n}b_{n}q^{n}}
analytisk och transformerar som en modulär form av vikt k. Om vi kan hitta en annan funktion g* med samma bild g, så kommer F − g* att vara analytisk. En sådan funktion fås genom att invertera differentialoperatorn genom integrering; exempelvis kan vi definiera 
{\displaystyle g^{*}(\tau )=\left({\frac {i}{2}}\right)^{k-1}\int _{-{\overline {\tau }}}^{i\infty }(z+\tau )^{-k}{\overline {g(-{\overline {z}})}}\,dz=\sum _{n}n^{k-1}{\overline {b_{n}}}\beta _{k}(4ny)q^{-n+1}}
där
{\displaystyle \displaystyle \beta _{k}(t)=\int _{t}^{\infty }u^{-k}e^{-\pi u}\,du}
är en liten variation av ofullständiga gammafunktionen. Integralen konvergerar då g har ett nollställe vid i∞, och ofullständiga gammafunktionen kan utvidgas genom analytisk fortsättning, så denna formel kan användas till att definiera analytiska delen g* av F även i fallet då g är meromorf vid i∞, även om detta kräver viss noggrannhet om k är 1 eller inte ett heltal eller om n = 0. Inversen av differentialoperatorn är inte unik då vi kan addera en godtycklig analytisk funktion till g* utan att förändra resultatet, och som följd är funktionen g* inte nödvändigtvis invariant under gruppen Γ. Funktionen h = F − g* kallas för den analytiska delen av F. 
En falsk modulär form definieras som den analytiska delen h av någon harmonisk svag Maassform F. Det finns alltså en isomorfi mellan rummet av falska modulära former och ett delrum av harmoniska svaga Maassformer.
Den falska modulära formen h är analytisk men inte modulär, medan h + g*är modulär men inte analytisk. Rummet av falska modulära former av vikt k innehåller rummet av nästan modulära former ("modulära former som kan vara meromorfa vid spetsarna") av vikt k som ett delrum. Kvoten är (antilinjärt) isomorf till rummet av analytiska modulära former av vikt 2 − k. Modulära formen g av vikt -(2 − k) kallas skuggan av h. Det är vanligt att olika falska thetafunktioner har samma skugga. Exempelvis faller alla 10 falska thetafunktioner av ordning 5 upptäckta av Ramanujan i två grupper av 5, där alla funktioner i båda grupperna har samma skugga (upp till multiplikation med en konstant).
Zagier (2007) definierar en falsk thetafunktion som en rationell potens av q = e2πiτ gånger en falsk modulär form av vikt 1/2 vars skugga är en thetaserie av formen
{\displaystyle \sum _{n\in Z}\varepsilon (n)nq^{\kappa n^{2}}}
för ett positivt rationellt tal κ och en udda periodisk funktion ε. 
De flesta falska modulära former och svaga Maassformer växer snabbt vid spetsarna. Det är vanligt att lägga till kravet att de växer högst exponentiellt vid spetsarna (vilket för falska modulära former betyder att de är "meromorfa" vid spetsarna). Rummet av falska modulära former (med given vikt och grupp) vars tillväxt är begränsad av en fixerad exponentiell funktion vid spetsarna har ändlig dimension.

## Appell–Lerchsummor
Appell–Lerchsummor studerades av Paul Appell 1884 och Matyáš Lerch 1892. Watson undersökte falska modulära formerna av ordning 3 genom att uttrycka dem med hjälp av Appell-Lerchsummor, och Zwegers använde dem till att bevisa att falska thetafunktioner är i själva verket falska modulära former.
Appell–Lerchserien är
{\displaystyle \mu (u,v;\tau )={\frac {a^{\frac {1}{2}}}{\theta (v;\tau )}}\sum _{n\in Z}{\frac {(-b)^{n}q^{{\frac {1}{2}}n(n+1)}}{1-aq^{n}}}}
där
{\displaystyle \displaystyle q=e^{2\pi i\tau },\quad a=e^{2\pi iu},\quad b=e^{2\pi iv}}
och
{\displaystyle \theta (v,\tau )=\sum _{n\in Z}(-1)^{n}b^{n+{\frac {1}{2}}}q^{{\frac {1}{2}}\left(n+{\frac {1}{2}}\right)^{2}}.}
Den modifierade serien
{\displaystyle {\hat {\mu }}(u,v;\tau )=\mu (u,v;\tau )-{\frac {1}{2}}R(u-v;\tau )}
där
{\displaystyle R(z;\tau )=\sum _{\nu \in Z+{\frac {1}{2}}}(-1)^{\nu -{\frac {1}{2}}}\left({\rm {sign}}(\nu )-E\left[\left(\nu +{\frac {\Im (z)}{y}}\right){\sqrt {2y}}\right]\right)e^{-2\pi i\nu z}q^{-{\frac {1}{2}}\nu ^{2}}}
med y = Im(τ) och
{\displaystyle E(z)=2\int _{0}^{z}e^{-\pi u^{2}}\,du}
satisfierar följande transformationsegenskaper:
{\displaystyle {\begin{aligned}{\hat {\mu }}(u+1,v;\tau )&=a^{-1}bq^{-{\frac {1}{2}}}{\hat {\mu }}(u+\tau ,v;\tau )\\&{}=-{\hat {\mu }}(u,v;\tau )\\e^{{\frac {2}{8}}\pi i}{\hat {\mu }}(u,v;\tau +1)&={\hat {\mu }}(u,v;\tau )\\&{}=-\left({\frac {\tau }{i}}\right)^{-{\frac {1}{2}}}e^{{\frac {\pi i}{\tau }}(u-v)^{2}}{\hat {\mu }}\left({\frac {u}{\tau }},{\frac {v}{\tau }};-{\frac {1}{\tau }}\right).\end{aligned}}}
I andra ord är den transformerar den modifierade Appell-Lerch-serien som en modulär form i förhållande till τ. Eftersom falska thetafunktioner kan uttryckas med hjälp av Appell-Lerch-serier följer det av detta att falska thetafunktioner transformerar likt modulära former om en viss icke-analytisk serie adderas till dem.

## Meromorfa Jacobiformer
Andrews (1988) observerade att några av Ramanujans falska modulära former av femte ordningen kan skrivas med hjälp av kvot av Jacobis thetafunktioner. Zwegers använde detta i att uttrycka falska modulära former som Fourierkoefficienterna av meromorfa Jacobiformer.

## Användningar
- Lawrence och Zagier (1999) relaterade falska modulära former till kvantinvarianter av 3-mångfalder.
- Semichatov, Taormina och Tipunin relaterade falska modulära former till Liesuperalgebror med oändlig dimension och konform fältteori.

## Exempel
- En godtycklig modulär form av vikt k är en falsk modulär form av vikt k med skugga 0.
- Kvasimodulära Eisensteinserien

{\displaystyle \displaystyle E_{2}(\tau )=1-24\sum _{n>0}\sigma _{1}(n)q^{n}}
av vikt 2 och nivå 1 är en falsk modulär form av vikt 2 vars skugga är en konstant. Det här betyder att
{\displaystyle \displaystyle E_{2}(\tau )-3/\pi y}
transformerar som en modulär form av vikt 2 (där τ = x + iy).
- Funktionen undersökt av Zagier vars Fourierkoefficienter är Hurwitzklasstalen H(N) av imaginära kvadratiska kroppar är en falsk modulär form av vikt 3/2, nivå 4 och skugga ∑ q n2. Den relaterade svaga Maassvågformen är

{\displaystyle F(\tau )=\sum _{N}H(N)q^{n}+y^{-1/2}\sum _{n\in Z}\beta (4\pi n^{2}y)q^{-n^{2}}}
där
{\displaystyle \beta (x)={\frac {1}{16\pi }}\int _{1}^{\infty }u^{-3/2}e^{-xu}du}
och y = Im(τ) q = e2πiτ.
Följande exempel använder q-Pochhammersymbolen {\displaystyle (a;q)_{n}}, definierad som
{\displaystyle (a;q)_{n}=\prod _{0\leq j<n}(1-aq^{j})=(1-a)(1-aq)\cdots (1-aq^{n-1}).}

### Ordning 2
Falska thetafunktionerna av ordning 2 är:
{\displaystyle A(q)=\sum _{n\geq 0}{\frac {q^{(n+1)^{2}}(-q;q^{2})_{n}}{(q;q^{2})_{n+1}^{2}}}=\sum _{n\geq 0}{\frac {q^{n+1}(-q^{2};q^{2})_{n}}{(q;q^{2})_{n+1}}}} (talföljd A006304 i OEIS)
{\displaystyle B(q)=\sum _{n\geq 0}{\frac {q^{n(n+1)}(-q^{2};q^{2})_{n}}{(q;q^{2})_{n+1}^{2}}}=\sum _{n\geq 0}{\frac {q^{n}(-q;q^{2})_{n}}{(q;q^{2})_{n+1}}}} (talföljd A153140 i OEIS)
{\displaystyle \mu (q)=\sum _{n\geq 0}{\frac {(-1)^{n}q^{n^{2}}(q;q^{2})_{n}}{(-q^{2};q^{2})_{n}^{2}}}} (talföljd A006306 i OEIS)
Dessa är relaterade till funktionerna av ordning 8 enligt 
{\displaystyle U_{0}(q)-2U_{1}(q)=\mu (q)}
{\displaystyle V_{0}(q)-V_{0}(-q)=4qB(q^{2})}
{\displaystyle V_{1}(q)+V_{1}(-q)=2A(q^{2}).}

### Ordning 3
Ramanujan nämnde fyra falska modulära former av ordning 3 i sitt sista brev till Hardy, och upptäckte senare tre andra funktioner, som upptäcktes oberoende av G.N. Watson. Watson (1936) bevisade relationerna mellan funktionerna som nämndes av Ramanujan och upptäckte även deras transformationer under element av modulära gruppen genom att skriva dem som Appel–Lerch-summor. Dragonette (1952) beskrev den asymptotiska tillväxten av deras koefficienter. Zwegers (2000) relaterade dem till harmoniska svaga Maassformer.  
De sju falska modulära formerna som upptäcktes av Ramanujan är 
{\displaystyle f(q)=\sum _{n\geq 0}{q^{n^{2}} \over (-q;q)_{n}^{2}}={2 \over \prod _{n>0}(1-q^{n})}\sum _{n\in Z}{(-1)^{n}q^{n(3n+1)/2} \over 1+q^{n}}} (talföljd A000025 i OEIS).
{\displaystyle \phi (q)=\sum _{n\geq 0}{q^{n^{2}} \over (-q^{2};q^{2})_{n}}={1 \over \prod _{n>0}(1-q^{n})}\sum _{n\in Z}{(-1)^{n}(1+q^{n})q^{n(3n+1)/2} \over 1+q^{2n}}} (talföljd A053250 i OEIS).
{\displaystyle \psi (q)=\sum _{n\geq 0}{q^{n^{2}} \over (q;q^{2})_{n}}={1 \over 2\prod _{n>0}(1-q^{n})}\sum _{n\in Z}{(-1)^{n}(1+q^{n})q^{n(3n+1)/2} \over 1-q^{n}+q^{2n}}} (talföljd A053251 i OEIS).
{\displaystyle \chi (q)=\sum _{n\geq 0}{q^{n^{2}} \over \prod _{1\leq i\leq n}(1-q^{i}+q^{2i})}} (talföljd A053252 i OEIS).
{\displaystyle \omega (q)=\sum _{n\geq 0}{q^{2n(n+1)} \over (q;q^{2})_{n}^{2}}} (talföljd A053253 i OEIS).
{\displaystyle \nu (q)=\sum _{n\geq 0}{q^{n(n+1)} \over (-q;q^{2})_{n}}} (talföljd A053254 i OEIS).
{\displaystyle \rho (q)=\sum _{n\geq 0}{q^{2n(n+1)} \over \prod _{1\leq i\leq n}(1+q^{2i-1}+q^{4i-2})}} (talföljd A053255 i OEIS)
De första fyra av dessa bildar en grupp med samma skugga (upp till en konstant), såsom även de tre andra. Mer precist satisfierar de följande relationer (upptäckta av Ramanujan och bevisade av Watson):
{\displaystyle {\begin{aligned}2\phi (-q)-f(q)&=f(q)+\psi (-q)=\theta _{4}(q)\prod _{r>0}\left(1+q^{r}\right)^{-1}\\4\chi (q)-f(q)&=3\theta _{4}^{2}\left(0q^{3}\right)\prod _{r>0}\left(1-q^{r}\right)^{-1}\\2\rho (q)+\omega (q)&=3\left(q^{-{\frac {1}{2}}{\frac {3}{8}}}\theta _{2}\left[0,q^{\frac {3}{2}}\right]\right)^{2}\prod _{r>0}\left(1-q^{2r}\right)^{-1}\\v(\pm q)\pm q\omega \left(q^{2}\right)&={\frac {1}{2}}q^{-{\frac {1}{4}}}\theta _{2}(0,q)\prod _{r>0}\left(1+q^{2r}\right)\\f\left(q^{8}\right)\pm 2q\omega (\pm q)\pm 2q^{3}\omega \left(-q^{4}\right)&=\theta _{3}(0,\pm q)\theta _{3}\left(0,q^{2}\right)^{2}\prod _{r>0}\left(1-q^{4r}\right)^{-2}\end{aligned}}}

### Ordning 5
Ramanujan nämnde tio falska modulära former av ordning 5 i hans brev till Hardy från 1920 samt några relationer mellan dem som senare bevisades av Watson (1937). Andrews (1986) upptäckte representationer av flera av dessa funktioner som kvoten av en odefinit thetaserie och en modulär form av vikt 1/2.
{\displaystyle f_{0}(q)=\sum _{n\geq 0}{q^{n^{2}} \over (-q;q)_{n}}} (talföljd A053256 i OEIS)
{\displaystyle f_{1}(q)=\sum _{n\geq 0}{q^{n^{2}+n} \over (-q;q)_{n}}} (talföljd A053257 i OEIS)
{\displaystyle \phi _{0}(q)=\sum _{n\geq 0}{q^{n^{2}}(-q;q^{2})_{n}}} (talföljd A053258 i OEIS)
{\displaystyle \phi _{1}(q)=\sum _{n\geq 0}{q^{(n+1)^{2}}(-q;q^{2})_{n}}} (talföljd A053259 i OEIS)
{\displaystyle \psi _{0}(q)=\sum _{n\geq 0}{q^{(n+1)(n+2)/2}(-q;q)_{n}}} (talföljd A053260 i OEIS)
{\displaystyle \psi _{1}(q)=\sum _{n\geq 0}{q^{n(n+1)/2}(-q;q)_{n}}} (talföljd A053261 i OEIS)
{\displaystyle \chi _{0}(q)=\sum _{n\geq 0}{q^{n} \over (q^{n+1};q)_{n}}=2F_{0}(q)-\phi _{0}(-q)} (talföljd A053262 i OEIS)
{\displaystyle \chi _{1}(q)=\sum _{n\geq 0}{q^{n} \over (q^{n+1};q)_{n+1}}=2F_{1}(q)+q^{-1}\phi _{1}(-q)} (talföljd A053263 i OEIS)
{\displaystyle F_{0}(q)=\sum _{n\geq 0}{q^{2n^{2}} \over (q;q^{2})_{n}}} (talföljd A053264 i OEIS)
{\displaystyle F_{1}(q)=\sum _{n\geq 0}{q^{2n^{2}+2n} \over (q;q^{2})_{n+1}}} (talföljd A053265 i OEIS)
{\displaystyle \Psi _{0}(q)=-1+\sum _{n\geq 0}{q^{5n^{2}} \over (1-q)(1-q^{4})(1-q^{6})(1-q^{9})...(1-q^{5n+1})}} (talföljd A053266 i OEIS)
{\displaystyle \Psi _{1}(q)=-1+\sum _{n\geq 0}{q^{5n^{2}} \over (1-q^{2})(1-q^{3})(1-q^{7})(1-q^{8})...(1-q^{5n+2})}} (talföljd A053267 i OEIS)

### Ordning 6
Ramanujan upptäckte sju falska modulära former av ordning 6 och 11 identiteter mellan dem, som senare bevisades av Andrews och Hickerson 1991. Två av Ramanujans identiteter relaterar φ och ψ vid flera olika argument, fyra av dem uttrycker φ och ψ med hjälp av Appell–Lerch-serier, och de fem sista uttrycker de övriga funktionerna av sjätte ordningen med hjälp av φ och ψ. Berndt och Chan (2007) upptäckte två andra funktioner av ordning 6.
Falska modulära formerna av ordning 6 är:
{\displaystyle \phi (q)=\sum _{n\geq 0}{(-1)^{n}q^{n^{2}}(q;q^{2})_{n} \over (-q;q)_{2n}}} (talföljd A053268 i OEIS)
{\displaystyle \psi (q)=\sum _{n\geq 0}{(-1)^{n}q^{(n+1)^{2}}(q;q^{2})_{n} \over (-q;q)_{2n+1}}} (talföljd A053269 i OEIS)
{\displaystyle \rho (q)=\sum _{n\geq 0}{q^{n(n+1)/2}(-q;q)_{n} \over (q;q^{2})_{n+1}}} (talföljd A053270 i OEIS)
{\displaystyle \sigma (q)=\sum _{n\geq 0}{q^{(n+1)(n+2)/2}(-q;q)_{n} \over (q;q^{2})_{n+1}}} (talföljd A053271 i OEIS)
{\displaystyle \lambda (q)=\sum _{n\geq 0}{(-1)^{n}q^{n}(q;q^{2})_{n} \over (-q;q)_{n}}} (talföljd A053272 i OEIS)
{\displaystyle 2\mu (q)=\sum _{n\geq 0}{(-1)^{n}q^{n+1}(1+q^{n})(q;q^{2})_{n} \over (-q;q)_{n+1}}} (talföljd A053273 i OEIS)
{\displaystyle \gamma (q)=\sum _{n\geq 0}{q^{n^{2}}(q;q)_{n} \over (q^{3};q^{3})_{n}}} (talföljd A053274 i OEIS)
{\displaystyle \phi _{-}(q)=\sum _{n\geq 1}{q^{n}(-q;q)_{2n-1} \over (q;q^{2})_{n}}} (talföljd A153251 i OEIS)
{\displaystyle \psi _{-}(q)=\sum _{n\geq 1}{q^{n}(-q;q)_{2n-2} \over (q;q^{2})_{n}}} (talföljd A153252 i OEIS)
{\displaystyle \phi (q)=\sum _{n\geq 0}{(-1)^{n}q^{n^{2}}(q;q^{2})_{n} \over (-q;q)_{2n}}} (talföljd A053268 i OEIS)
{\displaystyle \psi (q)=\sum _{n\geq 0}{(-1)^{n}q^{(n+1)^{2}}(q;q^{2})_{n} \over (-q;q)_{2n+1}}} (talföljd A053269 i OEIS)
{\displaystyle \rho (q)=\sum _{n\geq 0}{q^{n(n+1)/2}(-q;q)_{n} \over (q;q^{2})_{n+1}}} (talföljd A053270 i OEIS)
{\displaystyle \sigma (q)=\sum _{n\geq 0}{q^{(n+1)(n+2)/2}(-q;q)_{n} \over (q;q^{2})_{n+1}}} (talföljd A053271 i OEIS)
{\displaystyle \lambda (q)=\sum _{n\geq 0}{(-1)^{n}q^{n}(q;q^{2})_{n} \over (-q;q)_{n}}} (talföljd A053272 i OEIS)
{\displaystyle 2\mu (q)=\sum _{n\geq 0}{(-1)^{n}q^{n+1}(1+q^{n})(q;q^{2})_{n} \over (-q;q)_{n+1}}} (talföljd A053273 i OEIS)
{\displaystyle \gamma (q)=\sum _{n\geq 0}{q^{n^{2}}(q;q)_{n} \over (q^{3};q^{3})_{n}}} (talföljd A053274 i OEIS)
{\displaystyle \phi _{-}(q)=\sum _{n\geq 1}{q^{n}(-q;q)_{2n-1} \over (q;q^{2})_{n}}} (talföljd A153251 i OEIS)
{\displaystyle \psi _{-}(q)=\sum _{n\geq 1}{q^{n}(-q;q)_{2n-2} \over (q;q^{2})_{n}}} (talföljd A153252 i OEIS)

### Ordning 7
Ramanujan definierade tre falska thetafunktioner av ordning 7 i sitt brev till Hardy från 1920. De studerades av Selberg 1938, som upptäckte asymptotiska expansioner för deras koefficienter, och av Andrews 1986. Zwegers (2001, 2002) beskrev deras modulära transformationsegenskaper.
- {\displaystyle \displaystyle F_{0}(q)=\sum _{n\geq 0}{q^{n^{2}} \over (q^{n+1};q)_{n}}} (talföljd A053275 i OEIS)
- {\displaystyle \displaystyle F_{1}(q)=\sum _{n\geq 0}{q^{n^{2}} \over (q^{n};q)_{n}}} (talföljd A053276 i OEIS)
- {\displaystyle \displaystyle F_{2}(q)=\sum _{n\geq 0}{q^{n(n+1)} \over (q^{n+1};q)_{n+1}}} (talföljd A053277 i OEIS)

### Ordning 8
Gordon och McIntosh (2000) upptäckte åtta falska thetafunktioner av ordning 8. De bevisade fem linjära relationer mellan dem, uttryckte fyra av dem som Appell–Lerch-summor och beskrev deras transformationer under modulära gruppen.  
Funktionerna V1 and U0 hade upptäckts tidigare av Ramanujan. 
{\displaystyle S_{0}(q)=\sum _{n\geq 0}{q^{n^{2}}(-q;q^{2})_{n} \over (-q^{2};q^{2})_{n}}} (talföljd A153148 i OEIS)
{\displaystyle S_{1}(q)=\sum _{n\geq 0}{q^{n(n+2)}(-q;q^{2})_{n} \over (-q^{2};q^{2})_{n}}} (talföljd A153149 i OEIS)
{\displaystyle T_{0}(q)=\sum _{n\geq 0}{q^{(n+1)(n+2)}(-q^{2};q^{2})_{n} \over (-q;q^{2})_{n+1}}} (talföljd A153155 i OEIS)
{\displaystyle T_{1}(q)=\sum _{n\geq 0}{q^{n(n+1)}(-q^{2};q^{2})_{n} \over (-q;q^{2})_{n+1}}} (talföljd A153156 i OEIS)
{\displaystyle U_{0}(q)=\sum _{n\geq 0}{q^{n^{2}}(-q;q^{2})_{n} \over (-q^{4};q^{4})_{n}}} (talföljd A153172 i OEIS)
{\displaystyle U_{1}(q)=\sum _{n\geq 0}{q^{(n+1)^{2}}(-q;q^{2})_{n} \over (-q^{2};q^{4})_{n+1}}} (talföljd A153174 i OEIS)
{\displaystyle V_{0}(q)=-1+2\sum _{n\geq 0}{q^{n^{2}}(-q;q^{2})_{n} \over (q;q^{2})_{n}}=-1+2\sum _{n\geq 0}{q^{2n^{2}}(-q^{2};q^{4})_{n} \over (q;q^{2})_{2n+1}}} (talföljd A153176 i OEIS)
{\displaystyle V_{1}(q)=\sum _{n\geq 0}{q^{(n+1)^{2}}(-q;q^{2})_{n} \over (q;q^{2})_{n+1}}=\sum _{n\geq 0}{q^{2n^{2}+2n+1}(-q^{4};q^{4})_{n} \over (q;q^{2})_{2n+2}}} (talföljd A153178 i OEIS)

### Ordning 10
Ramanujan upptäckte fyra falska modulära former av ordning 10, samt några relationer mellan dem, som senare bevisades av Choi (1999, 2000, 2002, 2007).
- {\displaystyle \phi (q)=\sum _{n\geq 0}{q^{n(n+1)/2} \over (q;q^{2})_{n+1}}} (talföljd A053281 i OEIS)
- {\displaystyle \psi (q)=\sum _{n\geq 0}{q^{(n+1)(n+2)/2} \over (q;q^{2})_{n+1}}} (talföljd A053282 i OEIS)
- {\displaystyle \mathrm {X} (q)=\sum _{n\geq 0}{(-1)^{n}q^{n^{2}} \over (-q;q)_{2n}}} (talföljd A053283 i OEIS)
- {\displaystyle \chi (q)=\sum _{n\geq 0}{(-1)^{n}q^{(n+1)^{2}} \over (-q;q)_{2n+1}}} (talföljd A053284 i OEIS)